# Boudin blanc de Rethel
Pour les articles homonymes, voir Boudin.
Le boudin blanc de Rethel est une spécialité gastronomique des Ardennes dont la fabrication et la commercialisation remontent au XVIIIe siècle. 
Sa production, depuis 2001, a été placée sous le couvert d'une indication géographique protégée.

## Historique
En 1626, le cardinal de Richelieu interdit tout duel. Ce qui contraignit le sieur Jacques-Augustin-Henri Chamarande, officier du roi, qui s'était laissé aller à ce penchant, à se cacher dans Rethel pour éviter d'être arrêté. Pour vivre, il ouvrit une charcuterie et y proposa un boudin blanc, si original, qu'il prit le nom de sa ville d'accueil,.
Il avait utilisé uniquement pour sa recette un ingrédient présent dans tout le Rethélois : la viande de porc. Son succès fut tel qu'il apporta à la ville grande renommée. Ce boudin blanc de Rethel fut longtemps servi aux tables des gens aisés et même à la cour d’Angleterre.
C'est le seul boudin blanc figurant dans la carte des spécialités culinaires françaises établie par Alain Bourguignon dans l'entre-deux-guerres. Il est recensé également par Curnonsky et Croze dans leur Trésor gastronomique de France, qui se veut à la même époque le répertoire complet des spécialités gourmandes des provinces françaises,.
Après avoir bénéficie d'un label rouge, il est depuis 2001 sous le couvert d'une indication géographique protégée (IGP) qui garantit aux consommateurs sa provenance et certifie qu’il s'agit bien d'un produit traditionnel de Rethel,.

## Composition

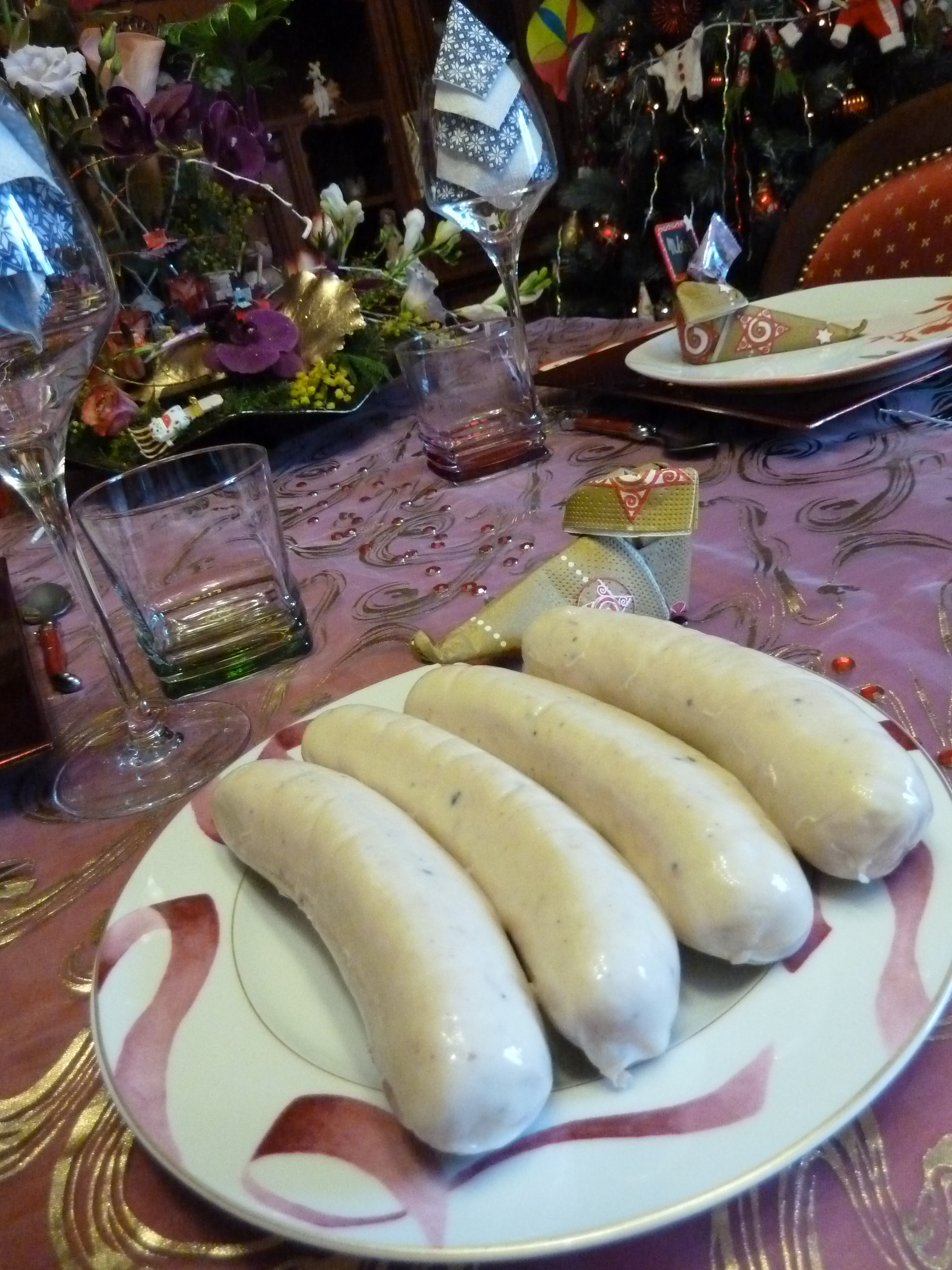
Boudin blanc de Rethel

Sa recette évolua jusqu'au milieu du XIXe siècle. À la fin du XIXe siècle, les publicités mentionnaient déjà le boudin blanc comme une spécialité élaborée uniquement à base de viande de porc. Car contrairement à une idée reçue, le boudin blanc n'a pas à contenir uniquement de la viande de volaille. Celui de Rethel demande de la viande blanche de porc, poitrine et jambon. De plus, pour parfaire son originalité, l'absence totale de mie de pain, de fécule ou d'amidon lui donne une extrême onctuosité et la finesse de son goût.
De nos jours, il se compose toujours de viande de porc, de lait, d’œufs frais, de sel, de poivre gris et blanc ainsi que d’échalotes. Le secret de fabrication est transmis de génération en génération et l'un des trois producteurs actuels est le descendant du créateur.
On sait pourtant que la viande et le gras de porc sont découpés en cubes, assaisonnés puis additionnés d’œufs (jaune et blanc), qu'il est haché et malaxé. Puis qu'on y verse le lait. C'est l'albumine de l'œuf blanchissant sous l'effet de la cuisson qui lui donne sa couleur blanche. Ce mélange est entonné ensuite dans des boyaux naturels de porc ou de mouton pour être présenté en portions cylindriques.
Ce boudin blanc peut être proposé nature, forestier (aux champignons sauvages), au foie gras ou truffé,,. Il est truffé uniquement à la Tuber melanosporum avec ajout possible de jus de truffe. 

## Accompagnement
Associé aux fêtes de fin d’année, ce boudin blanc doit se poêler au beurre, à feu doux, afin de le laisser dorer sans éclater. Son accompagnement traditionnel est une galette ou une compote de pommes. Il peut aussi être consommé avec d'autres fruits, dont la poire, des oignons doux caramélisés ou des légumes comme les pommes de terre, les asperges ou les champignons,,. Il se déguste à l'apéritif coupé en petites tranches, en entrée ou en plat principal.

## Accord mets/vin
Il se marie parfaitement avec du champagne.

## Confrérie
Créée en 1986, la confrérie du boudin blanc de Rethel, a repris ses activités en 2006. Son objectif est de promouvoir le boudin blanc, en particulier, par l'organisation annuelle de la Foire au boudin blanc qui se déroule le dernier week-end d'avril,,.